# Burmanniaceae
Burmanniaceae је фамилија монокотиледоних скривеносеменица, која обухвата десетак родова и преко стотину врста зељастих биљака, распрострањених у суптропским и тропским пределима Земље. Често су то ситне биљке црвене боје са малим листовима. Према систему класификације APG II, фамилија припада реду Dioscoreales, а у њу се укључује и фамилија Thismiaceae, као трибус Thismieae.

## Родови фамилије[тражи се извор]
Nutt. 
 L. 
 Benth.
 Miers 
 Miers 
 Becc.
 Blume
 Urb.
 Urb.
 Urb.
 Schltr. 